# Euplotidium
Euplotidium ist eine Gattung von Wimpertierchen der Klasse Spirotrichea. Die Arten gehen symbiotische Beziehungen mit Bakterien der Gattung Epixenosoma in Strukturen namens Epixenosomen ein.

## Verteidigungssymbiose mitEpixenosoma
Die Rückenfläche von Euplotidium (d. h. in dorsaler Lage) kann Bakterien der Gattung Epixenosoma als Epibionten aufzunehmen.
Der Name Epixenosoma stammt aus dem Altgriechischen (επι ξενον σομα epi xenon soma) und bedeutet „externer fremder Körper“, was auf ihre extrazelluläre Position auf dem Wirt hinweist. Die Extrusionskörper von Epixenosoma stoßen ihren Inhalt aus, wenn sie ausgelöst werden; dieser Prozess hilft, die Euplotidium gegen Räuber zu verteidigen. Obwohl Euplotidium auch ohne Epixenosomen wachsen und sich vermehren kann, haben diejenigen mit Epixenosomen eine viel höhere Überlebensrate, wenn sie Räubern wie Litonotus (ebenfalls ein Wimperntierchen) ausgesetzt sind.

## Systematik
Gattung Euplotidium Noland, 1937:
- Spezies E. agitatum Noland, 1937[2][9]
- Spezies E. rosati Modeo et al. 2012, früher E. sp. CV-2012
- Spezies E. smalli Lei, Choi & Xu, 2002[9]
- Spezies E. sp. Isolat B376 (Metagenomik)[10]

Nach einem Vorschlag von Lei et al. (2002) werden die bekannten Arten der Gattung Euplotidium, bei denen sich linke Randzirren finden, innerhalb der Familie Gastrocirrhidae verschoben in eine neue
Gattung Paraeuplotidium Lei, Choi & Xu, 2002:
- Spezies E. arenarium Magagnini & Nobili, 1964 ⇒ P. arenarium (Magagnini & Nobili, 1964)
- Spezies E. helgae Hartwig, 1980, nach WoRMS ⇒ P. helgae (Hartwig, 1980)
- Spezies E. itoi Ito, 1958[6][5][1] ⇒ P. itoi (Ito, 1958)
- Spezies E. prosaltans Tuffrau, 1985[11] ⇒ P. prosaltans (Tuffrau, 1985)
- Spezies E. psammophilus (Vacelet, 1961) Borror, 1972 ⇒ P. psammophilus (Vacelet, 1961) Lei, Choi & Xu, 2002

Die Mitglieder der neuen Gattung sind Gastrocirrhidae mit trichterförmiger Mundhöhle, frontoventralen und transversalen Zirren, zudem sind linke marginale Zirren vorhanden.